# Plettenberg (helling)
De Plettenberg (ook wel Wittemerberg) is een heuvel in het Heuvelland gelegen tussen Wittem en Eys in het zuiden van de Nederlandse provincie Limburg.

## Wielrennen
De helling is meermaals opgenomen in de wielerklassieker Amstel Gold Race. De klim wordt dan eenmaal bedwongen, als zestiende klim na de Gulperberg en voor de Eyserweg. Ook werd de beklimming opgenomen in de derde etappe van de Ronde van Frankrijk 2006 met finish op de Cauberg, maar werd niet als officiële klim gecategoriseerd. De Spanjaard Alejandro Valverde kwam er ten val en moest de wedstrijd verlaten.